# Берриосабаль (муниципалитет)
Берриоса́баль (исп. Berriozábal) — муниципалитет в Мексике, штат Чьяпас, с административным центром в одноимённом городе. Численность населения, по данным переписи 2020 года, составила 64 632 человека.

## Общие сведения
Название муниципалитета Berriozábal дано в честь мексиканского политика и борца за независимость Фелипе Берриосабаля.
Площадь муниципалитета равна 352 км², что составляет 0,5 % от площади штата, а наиболее высоко расположенное поселение Ту-и-лас-Нубес, находится на высоте 1206 метров.
Он граничит с другими муниципалитетами Чьяпаса: на севере с Текпатаном и Копайналой, на востоке с Сан-Фернандо и Тустла-Гутьерресом, на юге и западе с Окосокоаутла-де-Эспиносой.

## Учреждение и состав
Муниципалитет был образован в 1915 году, по данным 2020 года в его состав входит 308 населённых пунктов, самые крупные из которых:
| Код INEGI                  | Населённый пункт                                                                         | Численность населения (2005 год) | Численность населения (2010 год) | Численность населения (2020 год) |
| -------------------------- | ---------------------------------------------------------------------------------------- | -------------------------------- | -------------------------------- | -------------------------------- |
| 012                        | Всего                                                                                    | 33842                            | 43179                            | 64632                            |
| 0001                       | Берриосабаль (исп. Berriozábal) 16°48′01″ с. ш. 93°16′24″ з. д. (административный центр) | 23313                            | 28128                            | 36084                            |
| 0746                       | Сьюдад-Майя (исп. Ciudad Maya) 16°44′20″ с. ш. 93°18′52″ з. д.                           | —                                | 715                              | 7354                             |
| 0744                       | Санта-Инес-Буэнависта (исп. Santa Inés Buenavista) 16°45′08″ с. ш. 93°16′30″ з. д.       | —                                | 1559                             | 2524                             |
| 0306                       | Ла-Либертад (исп. La Libertad) 16°47′12″ с. ш. 93°12′31″ з. д.                           | 200                              | 664                              | 1896                             |
| 0053                       | Игнасио-Сарагоса (исп. Ignacio Zaragoza) 16°58′38″ с. ш. 93°20′44″ з. д.                 | 1182                             | 1354                             | 1607                             |
| 0059                       | Лас-Маравильяс (исп. Las Maravillas) 16°57′28″ с. ш. 93°19′14″ з. д.                     | 1261                             | 1339                             | 1393                             |
| 0761                       | Индепенденсия (исп. Independencia) 16°46′01″ с. ш. 93°16′07″ з. д.                       | —                                | —                                | 1129                             |
| —                          | Прочие                                                                                   | 8086                             | 9420                             | 12645                            |
| Названия на карте Генштаба |                                                                                          |                                  |                                  |                                  |

## Экономическая деятельность
По статистическим данным 2000 года, работоспособное население занято по секторам экономики в следующих пропорциях:
- сельское хозяйство, скотоводство и рыбная ловля — 32 %;
- промышленность и строительство — 25,1 %;
- торговля, сферы услуг и туризма — 41,7 %;
- безработные — 1,2 %.

## Инфраструктура
По статистическим данным 2020 года, инфраструктура развита следующим образом:
- электрификация: 98,8 %;
- водоснабжение: 53,7 %;
- водоотведение: 96,4 %.

## Туризм
Основными достопримечательностями, привлекающими туристов, являются пещеры Посо-Курро, Перро, Перико и болото Сабиналь.